# Bronisław Budkiewicz
Bronisław Budkiewicz pseud. Bronisław, Trzaska, Witkowski, Jankowski, Andrzej Koperowski (ur. 12 sierpnia 1902 w Rossosznem (dawna gubernia orłowska, Rosja),  zm. 14 października 1944 w obozie koncentracyjnym Groß-Rosen) – polski inżynier, działacz niepodległościowy, społeczny i spółdzielczy.

## Życiorys
Będąc w 7. klasie szkoły realnej im. H. Giżyckiego w Warszawie, Bronisław Budkiewicz w roku 1920 zgłosił się na ochotnika do Wojska Polskiego. Za męstwo w bitwach 14 i 23 sierpnia 1920 roku pod Borkowem i Krzynowłogą został odznaczony Krzyżem Srebrnym Virtuti Militari (nr 1374) przez dowódcę frontu gen. broni Józefa Hallera. W opinii o przyznaniu orderu dowódcy Bronisława Budkiewicza napisali: Nieustraszony w walkach, energia i dzielność godna naśladowania (...) Śmiały do bezczelności, spokojny i wesoły w boju.
Po wojnie i ukończeniu szkoły studiował w latach 1922–1936 i ukończył studia na Wydziale Elektrycznym Politechniki Warszawskiej. W czasie studiów był działaczem Bratniaka, należał do Organizacji Młodzieży Narodowej Szkół Wyższych (od 1923 roku). Został członkiem Związku Młodzieży Polskiej „Zet” (z którego w 1933 roku wziął urlop bezterminowy). W OMN był przewodniczącym Zarządu Okręgu Warszawskiego, a następnie Komitetu Wykonawczego. W Zecie należał do Koła Braterskiego. Był również działaczem tajnego Związku Patriotycznego (od 1934 roku) i członkiem Związku Polskiej Młodzieży Demokratycznej. Był współtwórcą Związku Młodej Techniki skupiającego absolwentów i słuchaczy Politechniki Warszawskiej oraz Wyższej Szkoły im. Wawelberga i Rotwanda w Warszawie. Dowódca 36 Pułku Legii Akademickiej.
W latach 1930–1933 pracował w dziale technicznym Warszawskiej Spółdzielni Mieszkaniowej z pionierami polskiej spółdzielczości (takimi jak: Antoni Duda-Dziewierz, Marian Nowicki, Stanisław Szwalbe, Teodor Toeplitz, Stanisław Tołwiński, Juliusz Żakowski). Projektował m.in. w zespole arch. Stanisława Brukalskiego instalacje elektryczne dla żoliborskiej IV kolonii mieszkaniowej. Współdziałał przy opracowywaniu strategii zadań polskiej spółdzielczości, za co w 1938 roku przez Prezydenta Ignacego Mościckiego został odznaczony Złotym Krzyżem Zasługi (za zasługi na polu pracy społecznej). 
W latach 1929–1931 był szefem 1 kompanii Legii Akademickiej, będąc porucznikiem rezerwy Wojska Polskiego. 
W 1933 roku był jednym z założycieli Spółdzielni Pracy i Banku Spółdzielczego „Grupa Techniczna”. Był w zarządzie obu spółdzielni, pełnił funkcję dyrektora naczelnego „Grupy Technicznej”. Spółdzielnia „Grupa Techniczna” była największym przed II wojną światową polskim przedsiębiorstwem robót kablowych i elektryfikacyjnych.
W kampanii wrześniowej walczył w szeregach Samodzielnej Grupy Operacyjnej „Polesie” gen. Franciszka Kleeberga (kompania łączności 50 dywizji piechoty płk. Ottokara Brzoza-Brzeziny). 
Był pierwszym przewodniczącym tzw. „Trójki” kierującej pracą Komendy Głównej i okręgów Związku Odbudowy Rzeczypospolitej – organizacji bojowo–niepodległościowej, powstałej 10 października 1939 roku (w której był zastępcą komendanta Tadeusza Żenczykowskiego). ZOR został podporządkowany taktycznie Związkowi Walki Zbrojnej i wprowadził do niego tzw. „efektywa bojowe” w postaci ponad 10 tysięcy żołnierzy liniowych, w tym uzbrojony i wyszkolony batalion z „Grupy Technicznej”. Brał czynny udział w akcjach dywersyjnych, przygotowaniu i ochronie placówek zrzutowych, transporcie broni i amunicji.
Bronisław Budkiewicz pełnił funkcję szefa Wydziału Przemysłu Zbrojeniowego w Komendzie Głównej ZWZ, był zastępcą szefa komórki „Przemysł Wojenny” (kryptonim „Kielnia”) w Komendzie Głównej AK. W czasie okupacji prowadzona przez Budkiewicza „Grupa Techniczna” kontynuowała pracę, prowadząc m.in. działalność legalizacyjną. Legitymacjami Grupy posługiwali się m.in. Stefan Rowecki „Grot”, Tadeusz Komorowski „Bór” i duża liczba kadrowych pracowników AK i agentur tajnego kierownictwa cywilnego Polskiego Państwa Podziemnego. 
W połowie roku 1942, ze względu na „wsypę” i konieczność ukrywania się przed Gestapo, musiał przejść do pełnej konspiracji. Tropiony przez okupantów, pod pseudonimami Bronisław, Trzaska, Jankowski, Witkiewicz, Koperowski nadal nadzorował funkcjonowanie „Grupy Technicznej”, gospodarczo–produkcyjnego zaplecza podziemnej organizacji niepodległościowej. Na przełomie lat 1943 i 1944 powierzono mu szczególne zadanie – opracowanie projektu strukturalno–gospodarczych rozwiązań odbudowy i rozwoju Polski po zakończeniu wojny. Przy udziale specjalistów (statystyki, ekonomii, przemysłu, rolnictwa, prawa i socjologii) dokument pt.: „Próba tworzenia wyobrażeń przyszłego rozwoju Polski” powstał i nadal jest aktualny. 
25 marca 1944 roku został oddelegowany do Krakowa, i tam razem z przywódcami okręgu krakowskiego AK został aresztowany przez Gestapo i pod konspiracyjnym nazwiskiem kupca Andrzeja Koperowskiego osadzony w więzieniu Montelupich. Latem 1944 roku został wywieziony z więzienia krakowskiego do obozu koncentracyjnego Groß-Rosen, gdzie zginął 14 października 1944 roku. Relację o śmierci głodowej „Andrzeja” – Bronka, przekazał po zakończeniu wojny, jego obozowy współtowarzysz – inż. Rudolf Veigl.

## Życie prywatne
Bronisław Budkiewicz był synem Bolesława i Józefy z domu Karyory. 16 października 1932 roku ożenił się z Wiktorią Skwarczewską, artystką śpiewaczką. Mieli syna Jana.
Symboliczny grób znajduje się na cmentarzu Powązkowskim w Warszawie (kwatera 194, rząd 5, miejsce 20). Tam też jest pochowana jego żona Wiktoria (zmarła w 1980 roku). Tablica pamiątkowa poświęcona pamięci Bronisława Budkiewicza znajduje się w kościele akademickim św. Anny w Warszawie. 